# Aeroporto Rafael Cabrera Mustelier
L'aeroporto Rafael Cabrera Mustelier (in spagnolo: Aeropuerto Rafael Cabrera Mustelier) è un aeroporto cubano che serve la città di Nueva Gerona, capitale amministrativa dell'Isola della Gioventù.